# Ctenioschelus chalcodes
Ctenioschelus chalcodes är en biart som beskrevs av Thiele 2005. Ctenioschelus chalcodes ingår i släktet Ctenioschelus och familjen långtungebin. Inga underarter finns listade i Catalogue of Life.